# Fejérváry Erzsi
Fejérváry Erzsi, született Fejérvári Erzsébet Teréz (Budapest, 1887. október 21. – USA, 1980.) magyar festő-és iparművész, keramikus, egyetemi tanár. Körmendi-Frim Jenő szobrászművész felesége. 

## Élete
A fővárosban folytatott művészeti tanulmányokat, többek között Szablya-Frischauf Ferenc iskolájában, majd 1905 és 1909 között Nagybányán csatlakozott a neósokhoz. Párizsban Henri Matisse francia festőnél képezte magát. Miután hazatért, Iványi-Grünwald Bélát követve a Kecskeméti Művésztelep kötelekébe állt. 1913-ban  Falus Elek korábbi kecskeméti villájában lakott. Arcképeket, aktos kompozíciókat, csendéleteket és tájképeket festett sok szín-és dekoratív érzékre való fölfogással. Kiállított a Magyar Képzőművészek és Iparművészek Egyesületének kiállításain, a Műcsarnokban (Táncosnő; Ádám és Éva) és 1911-ben Párizsban a Salon d’Automne-ban. Nagy sikere volt a Körmendi-Frim Jenővel együtt tervezett porcelánszobrocskáival (1913), nemkülönben bábszínház-figuráival. 1939-ben férjével több kiállítást rendeztek hollandiai városokban, úgy mint Hágában és Armheiben. Még ugyanebben az évben Milwaukee-ban volt közös kiállításuk. A Magyarországon elfogadott zsidótörvények őket is hátrányosan érintették, így nem tértek haza. Az Egyesült Államokban telepedtek le, ahol később mindketten az Indiana állambeli katolikus Notre Dame Egyetem tanárai lettek.

## Családja
Fejérvári (Oblat) Zsigmond (1844–1916) székesfehérvári születésű tőzsdeügynök és Schnitzer Adél (1855–1932) lánya. Apai nagyszülei Oblat Ignác (1815–1890) a Székesfehérvári Izraelita Hitközség elnöke és Fischer Johanna (kb. 1807–1907), anyai nagyszülei Schnitzer Jakab (1825–1908) szesz-és likőrgyáros és Groszmann Anna voltak.
1922. szeptember 7-én Budapesten, a Terézvárosban házasságot kötött Körmendi-Frim Jenő szobrászművésszel.